# Zadnia Garajowa Ławka
Zadnia Garajowa Ławka (niem. Hintere Garai-Scharte, słow. Zadná Garajova lávka, węg. Hátsó-Garai-rés) – jedna z licznych przełęczy w Grani Hrubego w słowackich Tatrach Wysokich. Oddziela Zadnią Garajową Turnię na południowym wschodzie od Pośredniej Garajowej Turni na północnym zachodzie. Ma dwa siodełka.  Spod obydwu siodełek na południowy zachód, na Wyżnią Garajową Rówień w Niewcyrce, opadają dwie depresje oddzielone trawiasto-skalistą grzędą. Prawa z nich (patrząc od dołu) uchodzi do dolnej, piarżystej części żlebu opadającego ze Skrajnej Bednarzowej Ławki. Lewa depresja opada do olbrzymiego bloku skalnego na środku Wyżniej Garajowej Równi. Na północ, do Doliny Hlińskiej opada z przełęczy wielka, płytowa depresja mająca ujście do żlebu spadającego z Pośredniej Garajowej Ławki i uchodzącego do Garajowej Zatoki.
Zadnia Garajowa Ławka to położona najdalej na południowy wschód z trzech Garajowych Ławek (pozostałe to Pośrednia Garajowa Ławka i Skrajna Garajowa Ławka), których nazwy – podobnie jak nazwy Garajowych Turni – pochodzą od niedalekiej Dolinki Garajowej, a tej z kolei, jak i wielu innych obiektów w tym rejonie Tatr, od nazwiska niejakiego Garaja, wspólnika Juraja Jánošíka. Utworzył je Witold Henryk Paryski w 8. tomie przewodnika wspinaczkowego.

## Taternictwo
Pierwsze wejścia:
- letnie – Józef Bajer, Stanisław Konarski i Ignacy Król, 4 sierpnia 1906 r. (przy przejściu granią),
- zimowe – Henryk Czarnocki, Stefan Kozłowski, Tadeusz Strumiłło i Antoni Wala, 16 marca 1955 r.[3]

Przełęcz nie jest dostępna żadnymi znakowanymi szlakami turystycznymi. Dozwolone jest taternikom przejście granią i wspinaczka od strony Doliny Hlińskiej. Niewcyrka jest obszarem ochrony ścisłej TANAP-u z zakazem wstępu.
Drogi wspinaczkowe
1. Prawą częścią południowego zbocza; 0 w skali tatrzańskiej, czas przejścia 1 godz.
2. Lewą częścią południowego zbocza; 0, 1 godz.
3. Przez prawą część północnej ściany Zadniej Garajowej Turni; IV, 5 godz.[4]

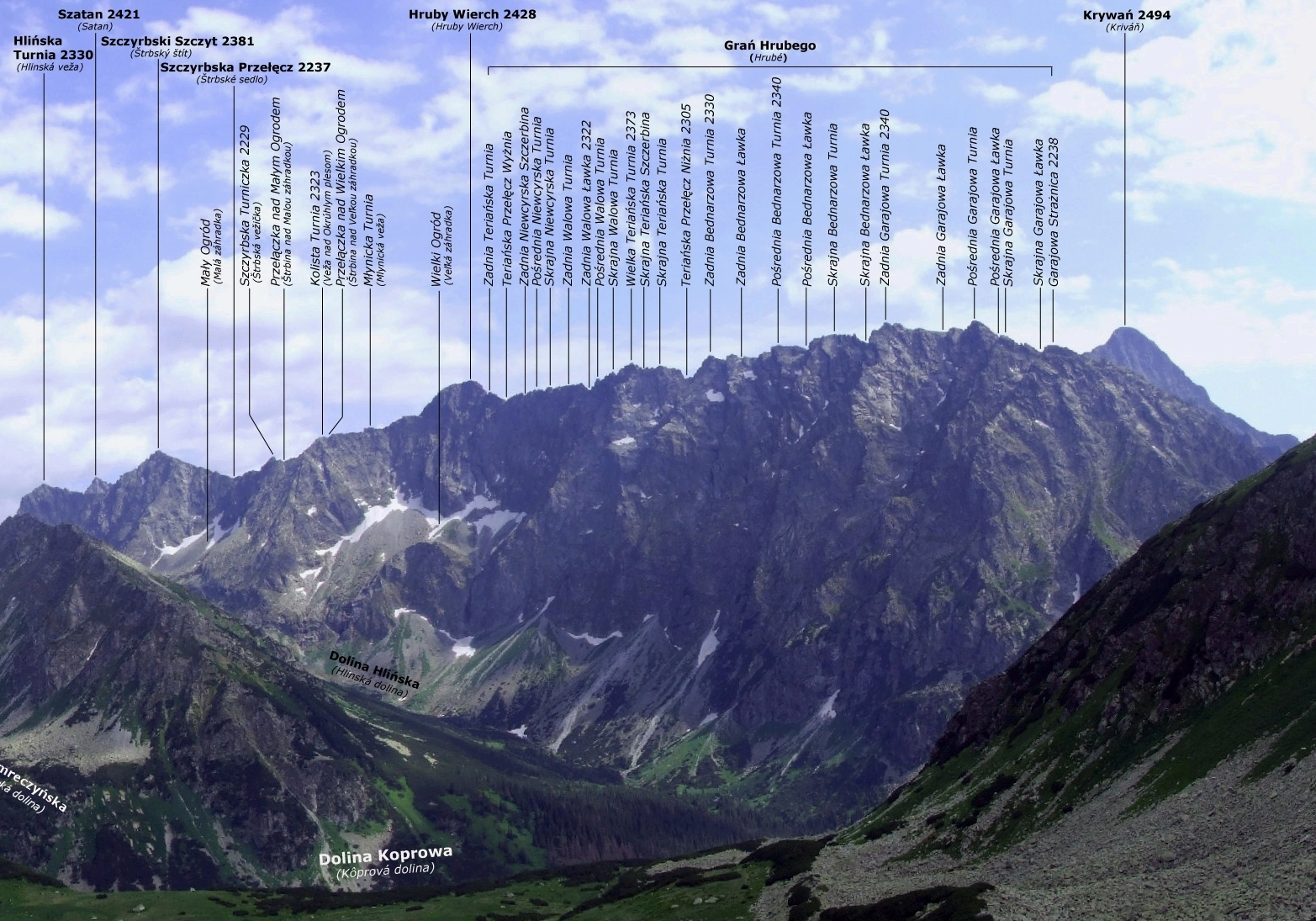
Widok z Zaworów
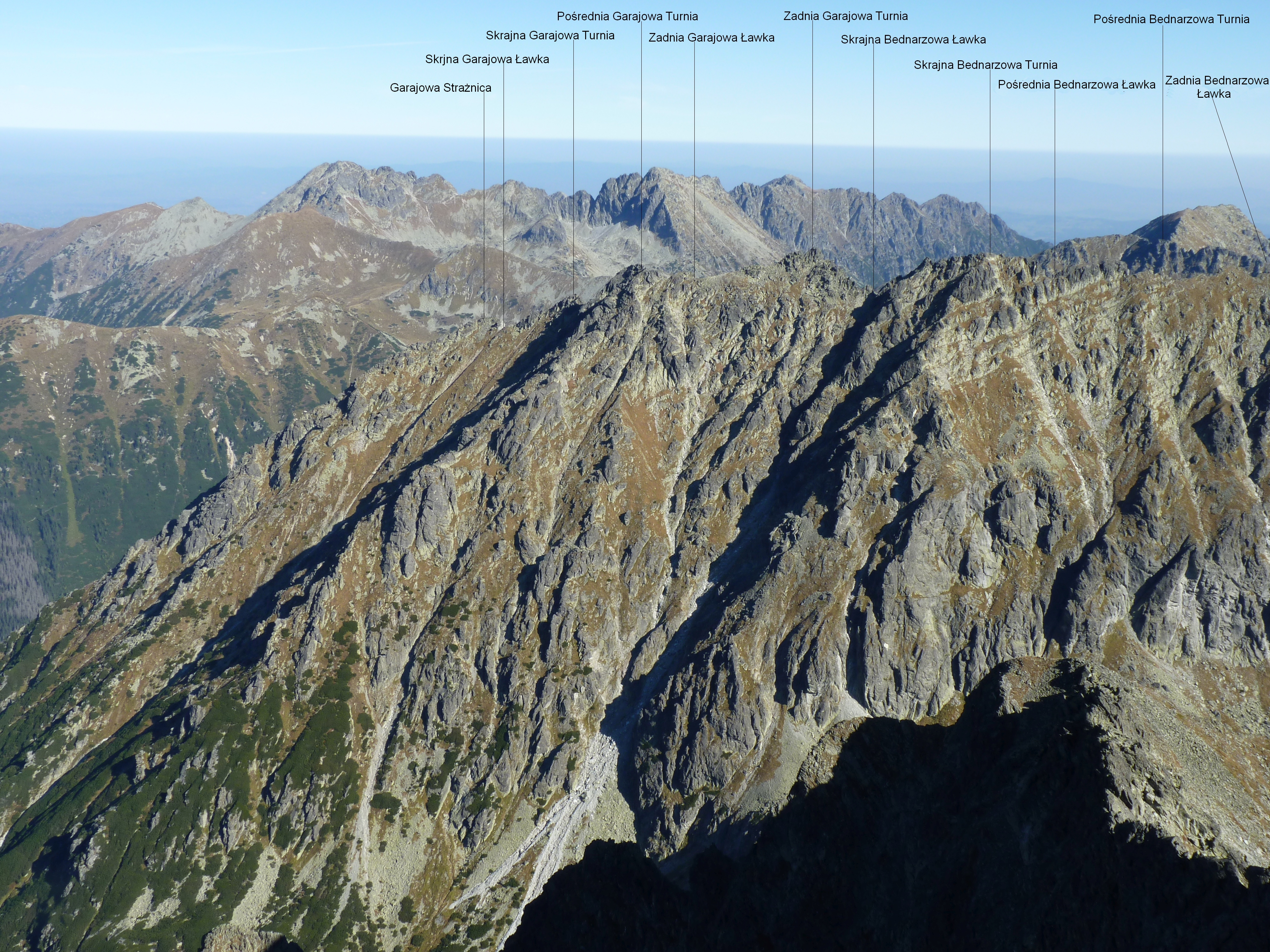
Widok z Krywania